# InterNational Committee for Information Technology Standards
Das InterNational Committee for Information Technology Standards (INCITS) ist eine bedeutende US-amerikanische Normungsorganisation im Bereich der Informationstechnik. INCITS ist durch das American National Standards Institute (ANSI) akkreditiert und hat über 600 De-jure-Normen erarbeitet. Die Bedeutung des INCITS reicht weit über die USA hinaus, da diese Normen weltweit als Industriestandard betrachtet werden oder als Grundlage für internationale Normen der Internationalen Organisation für Normung (ISO) dienen.
INCITS wurde 1961 unter dem Namen Accredited Standards Committee X3, Information Technology (meist als X3 abgekürzt) gegründet. 1996 folgte die Umbenennung auf National Committee for Information Technology Standards (NCITS). Beim letzten Namenswechsel von 2003 wurde National durch InterNational ausgetauscht, um der zunehmend internationalen Ausrichtung des INCITS Rechnung zu tragen.
Bekannte Beispiele für Normen des INCITS sind der Zeichensatz ASCII, die Programmiersprachen Fortran, COBOL, C und C++ oder Hardware-Schnittstellen wie SCSI, Fibre Channel und ATA.

## Technische Komitees
Die Standards werden in technischen Komitees erarbeitet, die auf ein bestimmtes Fachgebiet spezialisiert sind.
Die bekanntesten technischen Komitees und ihre Standards sind:
- T10 (SCSI Storage Interfaces): SCSI und verwandte Schnittstellen (z. B. SAS, SAT, MMC)
- T11 (Device Level Interfaces): Fibre Channel (FC), Storage Network Management (SM), und unter dem früheren Namen X3T9.3: HIPPI
- T13 (ATA Storage Interface): ATA/ATAPI Schnittstelle zwischen Massenspeicher und Computer, als ANSI-Norm herausgegeben.